# Зубово-Полянское городское поселение
Зубово-Полянское городско́е поселе́ние — муниципальное образование в Зубово-Полянском районе Мордовии Российской Федерации.
Административный центр — рабочий посёлок Зубова Поляна.

## История
Статус и границы городского поселения установлены Законом Республики Мордовия от 7 февраля 2005 года № 12-З «Об установлении границ муниципальных образований Зубово-Полянского муниципального района, Зубово-Полянского муниципального района и наделении их статусом сельского поселения, городского поселения и муниципального района».

## Население
| 2002    | 2009    | 2010    | 2012    | 2013    | 2014    | 2015    |
| ------- | ------- | ------- | ------- | ------- | ------- | ------- |
| 11 326  | ↘10 303 | ↗11 312 | ↘11 178 | ↘11 097 | ↘10 998 | ↗11 070 |
| 2016    | 2017    | 2018    | 2019    | 2020    | 2021    |         |
| ↘11 017 | ↘10 953 | ↘10 944 | ↘10 796 | ↘10 726 | ↗11 904 |         |

## Состав городского поселения
| № | Населённый пункт             | Тип населённого пункта                  | Население |
| - | ---------------------------- | --------------------------------------- | --------- |
| 1 | Зубова Поляна                | рабочий посёлок, административный центр | ↗10 996   |
| 2 | Зубово-Полянский лесоучасток | посёлок                                 | ↘71       |
| 3 | Крутец                       | посёлок                                 | ↘9        |
| 4 | Школа тракторных бригадиров  | посёлок                                 | ↘429      |
| 5 | Ясная Поляна                 | посёлок                                 | ↗465      |